# Ланьцут (гміна)
Гміна Ланьцут (пол. Gmina Łańcut) — сільська гміна у східній Польщі. Належить до Ланьцутського повіту Підкарпатського воєводства.
Станом на 31 грудня 2011 у гміні проживало 21108 осіб.

## Територія
Згідно з даними за 2007 рік площа гміни становила 106.65 км², у тому числі:
- орні землі: 83.00%
- ліси: 5.00%

Таким чином, площа гміни становить 23.60% площі повіту.

## Населення
Станом на 31 грудня 2011:
| Опис     | Загалом | Загалом | Чоловіки | Чоловіки | Жінки | Жінки |
| -------- | ------- | ------- | -------- | -------- | ----- | ----- |
| одиниця  | осіб    | %       | осіб     | %        | осіб  | %     |
| все      | 21108   | 100     | 10395    | 49.25    | 10713 | 50.75 |
| міське   | 0       | 100     | 0        |          | 0     |       |
| сільське | 21108   | 100     | 10395    | 49.25    | 10713 | 50.75 |

## Солтиства
Альбіґова, Цєрпіш, Ґлухув, Гандзлювка, Косина, Крачкова, Роґузно, Соніна, Висока.

## Історія
1 серпня 1934 р. було створено об'єднану сільську гміну Ланьцут у Ланьцутському повіті Львівського воєводства. До неї увійшли сільські громади: Альбіґова, Цєрпіш, Гандзлювка, Гусів, Крачкова, Кшемєніца, Соніна, Стражув, Висока.

## Сусідні гміни
Гміна Ланьцут межує з такими гмінами: Білобжеґі, Ґаць, Красне, Ланьцут, Маркова, Переворськ, Хмельник, Чорна.